# Magnus Daniel Omeis
Magnus Daniel Omeis (Norimberga, 6 settembre 1646 – Altdorf bei Nürnberg, 22 novembre 1708) è stato un poeta e filosofo tedesco.
Come professore di retorica, poesia e morale insegnò all'Università di Altdorf; inoltre, dal 1697, fu a capo, sotto lo pseudonimo di Damon II, dell'Ordine Florifero della Pegnitz, un'associazione di lingua e letteratura a sfondo bucolico fondata da Georg Philipp Harsdörffer. Dal 1697 fino al suo decesso Omeis ne fu il quarto presidente.

## Vita e opere
Omeis, figlio del diacono della chiesa di Norimberga di San Sebaldo, studiò prima filosofia, successivamente teologia all'Altdorfina. Nel 1667 ottenne la dignità magistrale, un anno dopo venne accolto da Sigmund von Birken nell'Ordine Florifero della Pegnitz. Dopo anni di lavoro come istitutore (tra l'altro a Vienna) nel 1674 venne nominato professore. Durante la sua lunga vita accademica Omeis fu decano della facoltà di filosofia ad Altdorf ed eletto due volte rettore nella medesima università.
Gran parte dei suoi lavori è di natura moral-filosofica: l'Ethica Platonica, pubblicata nel 1669, si occupa in parte dei principi del platonismo, altri scritti portano titoli quali De voluptate, De parsimonia o De aequitate. Nella poetica Gründliche Anleitung zur teutschen accuraten Reim- und Dichtkunst (Guida basilare dell'accurata arte tedesca della rima e poesia) Omeis (Norimberga 1704) invece cerca regole per stabilire una lingua letteraria e in proposito mostra un'immagine del concetto di lingua e l'uso ortografico della disposizione dei fiori. Nel 1708 comparve il suo lavoro storico-biografico sugli scrittori di Norimberga De claris quibusdam in Orbe Literato Norimbergensibus.
Nel 1677 Omeis sposò la spagnola Maria Rostia, anch'essa membro del Blumenorden. 
Morì nel 1708 all'età di 62 anni ad Altdorf.